# Отрепьев, Георгий Яковлевич
Песни и сказки, были и басни его известны всем красноармейцам.
 Его звучные стихи летели, по сопкам и долинам и будили МЫСЛЬ
Георгий Яковлевич Отрепьев (также известен под псевдонимом Амурский, 1879—1925) — русский советский поэт — самобытный лирик и публицист, «дальневосточный Демьян Бедный», самый популярный партизанский поэт на Дальнем Востоке в годы Гражданской войны.

## Биография
Родился в 1879 году в деревне Верещино Старорусского уезда Новгородской губернии, в крестьянской семье.
Окончил трехклассную сельскую школу и сельскохозяйственное училище.
Работал учителем в деревне Барский Бережок, и одновременно вёл агитационную работу, привозил из Петербурга нелегальную литературу, распространял её среди односельчан.
В 1905 году, приехав в Петербург, работая на бумагопрядильной фабрике, вёл агитационную работу среди рабочих фабрики и Путиловского завода.
9 января 1905 года в Кровавое воскресенье был тяжело ранен, товарищи нашли его среди тел убитых у Зимнего дворца, укрыли его и выходили.
В 1907 году был арестован, три года провёл в заключении в каземате Петропавловской крепости, после чего скитался с «волчьим билетом».
С началом Первой мировой войны был призван в армию, попал на фронт в составе Феодосийского пехотного полка, старший унтер-офицер.
В 1917 году вступил в партию, большевик, тогда же в «Правде» появилось его большое стихотворение «Мужицкий разговор», бившее по «друзьям народа».
В числе первых записался в Красную Армию, был направлен на Восточный фронт, где в 1918 в бою под Самарой попал в плен к белым.
Есть у пташечки приют,
У зверушек норы,
А для красных для бойцов -
Снег, тайга и горы.

Крепко заюшки уснут
Под корнями ели,
А бойцам спать не дадут
Пули да шрапнели.
В октябре из тюрьмы города Мелекесса Самарской губернии отправлен на Дальний Восток в «эшелоне смерти», но по пути, возле Харбина, бежал.
Пробрался в Приморье, ушёл к партизанам, затем дрался с колчаковцами в рядах НРА ДВР, в 1920—1921 годах редактировал армейскую газету, участник боёв под Волочаевкой, в 1922 году служил в политотделе.
Среди партизан приобрёл широкую известность, став первым среди партизанских поэтов, таких как Константин Рослый, Виталий Кручина, Пётр Парфёнов.

Но самым, пожалуй, популярным партизанским поэтом на Дальнем Востоке в годы Гражданской войны был Георгий Отрепьев, которого называли дальневосточным Демьяном Бедным.— литературовед В. П. Трушкин
Активно печатался, входил в Уральскую литературную ассоциацию, среди поэтов которой занимал наиболее революционную позицию.
Восприняв НЭП как поражение революции, испытал кризис, был исключен из партии.
В 1925 году покончил с собой.

## Творчество
Господа пущают толки,
 Предъявив свои мандаты,
 Что живыми будут волки
 И целехоньки теляты.
 Ведь министры-демократы
 Где-то плавают у неба,
 А помещики-де рады
 И земель нам дать и хлеба.

Все живут теперь свободно
 Среди тьмы и среди света;
 Бедняку, коли угодно,
 Удавиться — нет запрета.

 Вон торговцы на базаре
 Хорошо заторговали:
 Дуют цены на товаре,
 Словно мыло на мочале.
 Обновленному купчине
 Дана полная свобода — 
По наследственной причине
 Шкуру драть с всего народа.
Уж скоро, скоро победят
Богатых бедняки,
 И снова громко застучат
 Фабричные станки.
 И выйдет Катя в хоровод,
 И песню пропоет,
И свой народ, родной народ 
Свободным назовёт
Украшая цветами хоромы,
Наши матери жили в хлевах,
Рады были охапке соломы,
Чтобы лечь при тяжёлых родах.

Молоком барских деток поили,
А своих и водой не всегда.
Как крестьянские матери жили,
Не забудь, молодёжь, никогда!
Стихи Георгия Отрепьева — поэтическое отображение Гражданской войны на Дальнем Востоке.
Литературовед В. П. Трушкин называл литературное наследие поэта ценным свидетельством политических событий времени.

А это наследие обширно: более 500 стихов, несколько песен, десятки рассказов, героико-революционная драма «В волнах революции». Весь Дальний Восток в свое время распевал отрепьевский «Наш Трансвааль» и другие его песни. На Урале до сих пор живы люди, которые хорошо помнят песню «В воскресенье мать-старушка». И она полетела по всей России, стала народной.— журнал «Урал», 1987 год
Использовал традиции устно-поэтической речи, писал в жанре песни, сказки, стихотворного фельетона. Критика тех лет давала такие оценки творчества: «удивительно по свежести, приемам, экспрессии языка» (Н. Асеев) «дальневосточный Демьян Бедный», «легкость писательства» (Н. Чужак). В творчестве прослеживается традиция поэзии Некрасова, Никитина.
Выделяются опубликованное в 1917 году в «Правде» большое стихотворение «Мужицкий разговор», в 1918 году написанное стихотворение «Бой — свобода», считающееся литературоведами его программным произведнием, стихотворение «Отошла коту масленица», глубокое впечатление оставляет исполненное экспрессии стихотворение «Расстрел».
Первый поэтический сборник «Под блиндажом» издал в 1917 году в Екатеринославле, но, как замечено — это было лишь 16 страничное издание, и главным считается сборник стихов «Лучи красных дум» изданный в 1920 году в Хабаровске, объёмом в 100 страниц охватывает творчество поэта в период Гражданской войны:

У нас были свои литературные кумиры, революционные поэты — Виталий Кручина, Георгий Отрепьев. Выход этого сборника мы считали праздником, каждый старался его приобрести. Отрепьев казался нам дальневосточным Демьяном Бедным. Конечно, стихи просты и непритязательны, но они горячо подхватывались, вдохновляли наши сердца, звали вперед. Автор, бесспорно, был талантлив и своеобразен. Стихи его часто декламировались, передавались из уст в уста"— бывший красноармеец, известный сибирский писатель Г. Кунгуров
Стихи в 1921—1924 годах публиковались в «Красном альманахе», «Таежной правде», многих изданиях Дальнего Востока, в уральском журнале «Твори», газетах и сборнике «Улита». Автор агитационных пьес «Пламя жизни» и «В волнах революции».
Известен и как автор песен, так большой популярностью у дальневосточников пользовался созданный им новый вариант песни «Наш Трансвааль».
Исследование его творчества началось только в 1960 годы, до этого многие стихи и песни поэта долгое время считались народными, так, например, только в 1970-х годах было установлено авторство Георгия Отрепьева известной песни «В воскресенье мать-старушка к воротам тюрьмы пришла»:

Его произведения бережно хранятся в памяти бывших партизан и записываются фольклористами. Нами установлено восемнадцать песен, принадлежащих перу поэта. «В воскресенье мать-старушка» занимает я творчестве Г. Я. Отрепьева особое место. Быстро утратившая имя автора, она со временем стала одной из всенародно любимых песен.